# Schwarz-Weiß Erfurt Volley-Team 2016-2017
Questa voce raccoglie le informazioni riguardanti il Schwarz-Weiß Erfurt Volley-Team nelle competizioni ufficiali della stagione 2016-2017.

## Organigramma societario
Area direttiva
- Presidente: Michael Panse

Area tecnica
- Allenatore: Manuel Müller
- Allenatore in seconda: Heiko Herzberg
- Scout man: Alison Skayhan, Julia Liebscher

Area sanitaria
- Medico: Lars Irlenbusch
- Fisioterapista: Katja Franz, Sven Großner, Elena Messer

## Rosa
| N° | Nome               | Ruolo | Data di nascita  | Nazionalità sportiva |
| -- | ------------------ | ----- | ---------------- | -------------------- |
| 1  | Selma Hetmann      | C     | 27 ottobre 1995  | Germania             |
| 2  | Katlin Winters     | C     | 22 giugno 1992   | Stati Uniti          |
| 3  | Luise Wolf         | S     | 14 novembre 1997 | Germania             |
| 5  | Liis Kullerkann    | C     | 2 maggio 1991    | Estonia              |
| 6  | Antonia Stautz     | S     | 15 dicembre 1993 | Germania             |
| 7  | Macy Ubben         | S     | 24 giugno 1991   | Stati Uniti          |
| 8  | Natascha Niemczyk  | S     | 7 febbraio 1990  | Germania             |
| 10 | Friederike Brabetz | S     | 1º dicembre 1999 | Germania             |
| 11 | Michaela Wessely   | P     | 1º novembre 1995 | Germania             |
| 12 | Alison Skayhan     | P     | 6 agosto 1992    | Stati Uniti          |
| 13 | Marie Belitz       | P/L   | 25 marzo 1998    | Germania             |
| 14 | Lisa Stock         | L     | 6 giugno 1994    | Germania             |
| 15 | Madleen Piest      | S/O   | 15 giugno 1995   | Germania             |